# 102-я пехотная дивизия (США)
102-я пехотная дивизия (англ. 102d Infantry Division) — дивизия Армии США. Прозвище: "Ozark Division".

## История
- Сформирована 15 сентября 1942 года. С сентября 1944 года на Западном фронте во Франции.
- Расформирована 23 марта 1946 года.

## Состав
- 405, 406, 407-й пехотные полки;
- 379, 380, 381-й (сред.), 927-й (лёг.) полевые артиллерийские батальоны.

## Кампании
- Северо-Западная Европа (сентябрь 1944 — май 1945 гг.; 9-я армия).

## Командиры
- генерал-майор Джон Андерсон (сентябрь 1942 — январь 1944 гг.)
- генерал-майор Френк Киттинг (январь 1944 — февраль 1946 гг.)
- бригадный генерал Чарльз Басби (февраль 1946 — март 1946 гг.)

## Известные люди
- Ллойд Биггл-младший (1923—2002) — известный писатель-фантаст, служил связистом в звании сержанта. Дважды был ранен; второе ранение, шрапнелью в ногу, полученное в боях на Эльбе, оставило его на всю жизнь инвалидом.